# پیر ونزل
پیر ونزل (انگلیسی: Pierre Wantzel؛ ۵ ژوئن ۱۸۱۴ – ۲۱ مهٔ ۱۸۴۸) یک ریاضی‌دان اهل فرانسه بود. شهرت او به دلیل ارائه اثباتی در سال ۱۸۳۷ برای عدم امکان تثلیث زاویه به کمک تنها پرگار و خط‌کش است.